# Erie, Kansas
Erie là một thành phố thuộc quận Neosho, tiểu bang Kansas, Hoa Kỳ. Năm 2010, dân số của xã này là 1150 người.

## Dân số
Dân số các năm:
- Năm 2000: 1211 người
- Năm 2010: 1150 người